# مدرع سداسي الأحزمة
مدرع سداسي الأحزمة (الاسم العلمي: Euphractus sexcinctus) (بالإنجليزية: Six-banded Armadillo)‏ هو نوع من الحيوانات يتبع جنس المدرع الحقيقي من فصيلة المدرعات المتدثرة وأشباهها.